# Eresos
Die Kleinstadt Eresos (griechisch Ερεσός (f. sg.), türkisch Herse) liegt im Westen der griechischen Insel Lesvos. Mit den umliegenden Dörfern und Siedlungen bildet sie den Stadtbezirk Eresos (Δημοτική Κοινότητα Ερεσού Dimotikí Kinótita Eresóu) im Gemeindebezirk Eresos-Andissa der Gemeinde Dytiki Lesvos. Nach der Volkszählung von 2011 hatte Eresos 1086 Einwohner.

## Lage
Eresos liegt im Westen von Lesvos, etwa 4 km nördlich von dem kleinen Hafen- und Touristenort Skala Eresou (Σκάλα Ερεσού). Die nächstgelegenen größeren Orte sind Andissa 8 km nördlich, Sigri 8,5 km westlich und Kalloni 25 km östlich. Die Umgebung ist durch sanftes Gelände gekennzeichnet. Der Ort liegt in einem nach Süden ausgerichteten Tal auf etwa 100 m Höhe. Östlich von Eresos fließt der Trockenbach Karasaris (Καρασάρης), der die südliche Ortslage durchfließt und nach etwa 2,5 km in den Chalandras (Χαλάνδρας) mündet. Das Tal wird auf beiden Seiten von flachen Hügeln flankiert. Nach Nordosten wird das Gelände steiler und höher, die Koryfoula (Κορυφούλα) erreicht als höchster Berg der Umgebung 383 m. Nach Süden hin öffnet sich das Tal und das Gelände wird zunehmend flacher. Einzig bedeutende Erhebung im Tal ist der Profitis Ilias mit etwa 140 m Höhe, zwischen Karasaris und Lifonakas (Λιφωνάκας), einem weiteren Trockenbach gelegen. Im landwirtschaftlich genutzten Tal mit Baum- und Gemüsekulturen nimmt die Zersiedelung zu, östlich des Chalandras etwas nördlich von Skala Eresou entstand zum Ende des 20. Jahrhunderts die Streusiedlung Psinia (Ψίνια).

## Geschichte
Die Gründung des heutigen Eresos wird am Ende des 17. Jahrhunderts vermutet. Strabons Beschreibung, dass „Eresos auf einem Hügel liegt und ans Meer reicht“, bezieht sich auf den Vigla-Hügel östlich von Skala Eresou.

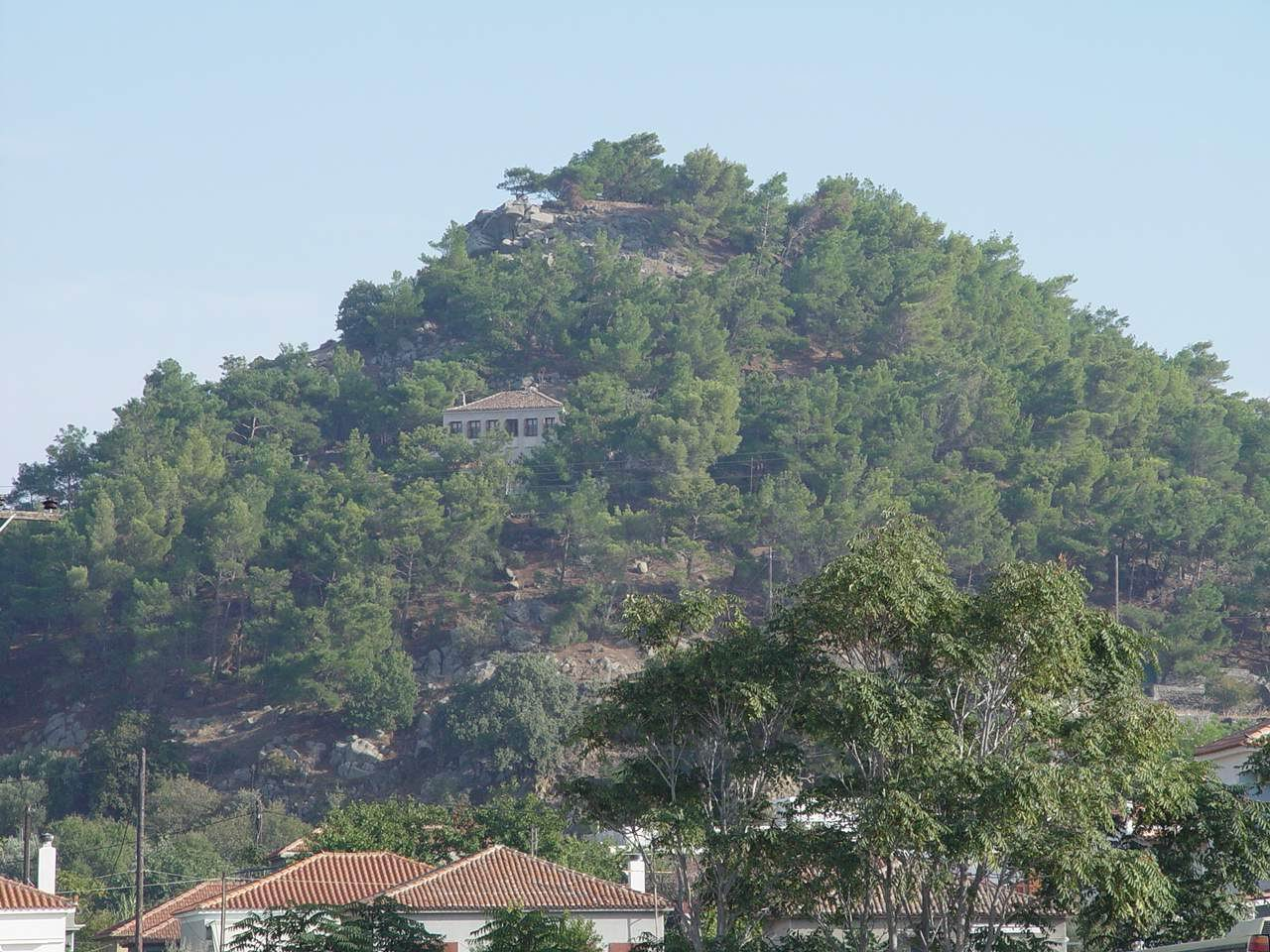
Vigla-Hügel in Skala Eresou

Eine archäologische Begehung im Tal von Eresos erbrachte Funde aus vier Siedlungsperioden. Anhaltspunkte für eine frühbronzezeitliche Besiedlung sind umfangreiche Keramikfunde bei zwei isoliert gelegenen Hügeln im Tal. Die antike Stadt Eresos war an und auf dem Vigla-Hügel östlich von Skala Eresou gelegen. In der römischen und später von der osmanischen Zeit bis in die Moderne lebten die Menschen verstreut im Tal, in unmittelbarer Nähe zu ihren Äckern.
Von der Spätbronzezeit bis in die hellenistische Zeit bildete Eresos auf Lesbos eine politische Einheit. Zunächst als Heptapolis (επτάπολις) folgte in archaischer Zeit die Unterteilung der Hexapolis (εξάπολις) und schließlich seit der klassischen Zeit die fünf äolischen Stadtstaaten der Pentapolis (πεντάπολις).
Im 6. Jahrhundert v. Chr. hatte sich die befestigte Hafenstadt zu einem bedeutenden Handelszentrum entwickelt. Der Reichtum beruhte auf Produkten wie Getreide, insbesondere Gerste, Sesam, Feigen und Weintrauben. Die Handelsbeziehungen reichten zum griechischen Festland, nach Troja, dem Hellespont und bis nach Ägypten. Eine polygonale Mauer umfasste den Fuß des Vigla-Hügels. Im späten 4. Jahrhundert v. Chr. herrschten Tyrannen über die Polis; im Zusammenhang mit ihrer Vertreibung kam es zu blutigen Kämpfen, von denen eine Inschrift berichtet (IG XII 526). Im 1. Jahrhundert v. Chr. wurde Eresos Teil des Imperium Romanum.
Die in byzantinischer Zeit errichtete Festung auf dem Hügel wurde unter der Herrschaft der genuesischen Patrizierfamilie Gattilusio weiter ausgebaut und verstärkt. Nach der osmanischen Eroberung im September 1462 verlor Eresos zunehmend an Bedeutung gegenüber Sigri, wo eine neue Festung errichtet wurde.

## Verwaltung

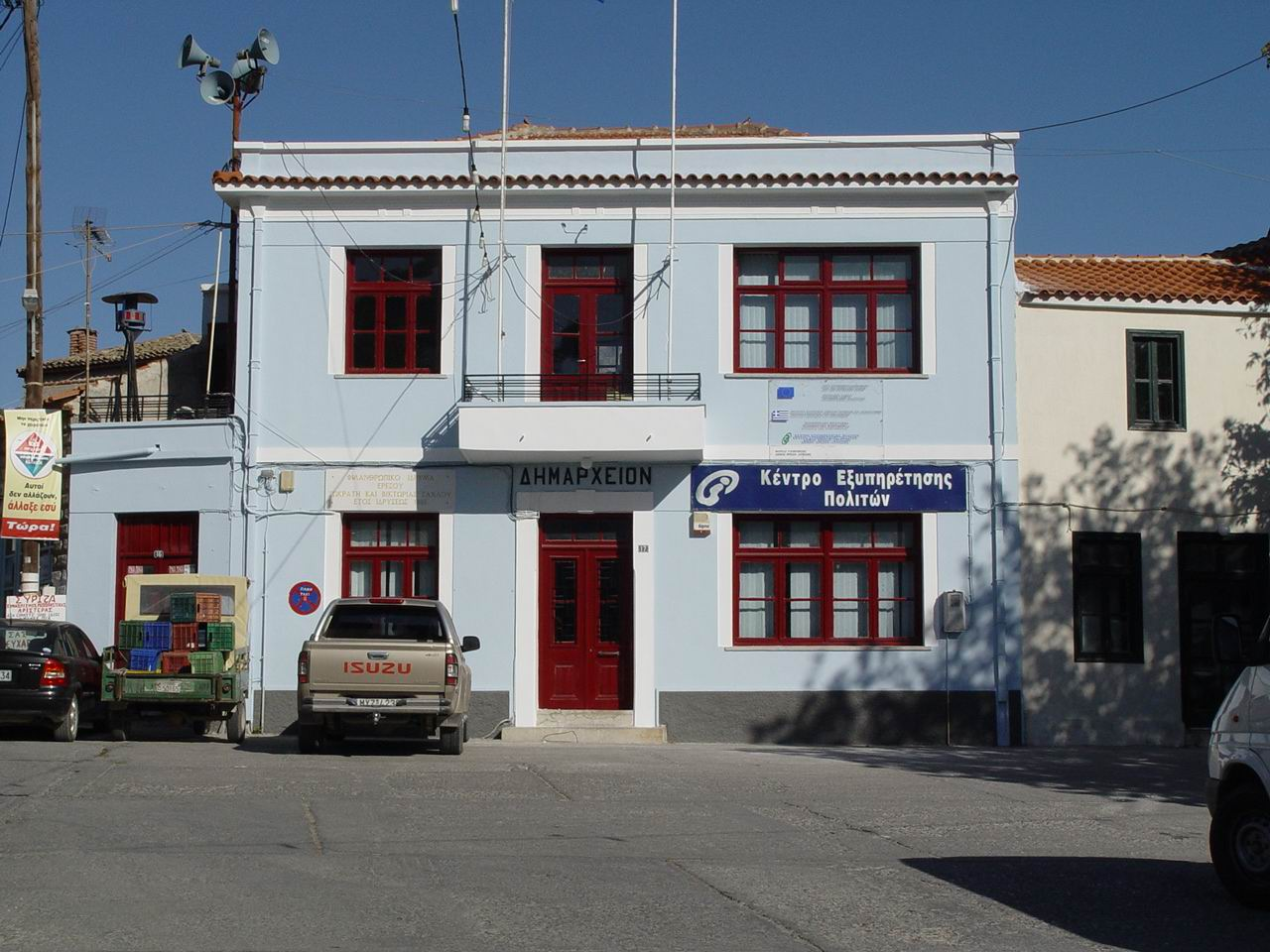
Dimarchio, Sitz der ehemaligen Gemeindeverwaltung

In der osmanischen Zeit war Eresos bis 1912 Sitz der Nahiya Eresos (türkisch Herse Nahiyesi) des Gerichtsbezirks Kaza Molyvos (Καζά του Μόλυβου, Molova Kazası) im Sandschak Midilli (Midilli Sancağı). Nach dem Anschluss von Lesbos an Griechenland bildete das Dorf seit 1918 als Kinotita Eressou (Κοινότητα Ερεσσού) eine selbstständige Landgemeinde. Durch mehrere kleinere Gebietsreformen vergrößerte sich die Gemeinde und erhielt als Dimos Eresou (Δήμος Ερεσού) 1948 den Status einer Stadtgemeinde. Die Gemeindereform nach dem Kapodistrias-Programm im Jahr 1997 führte zur Zusammenlegung mit der Gemeinde Andissa zur Gemeinde Eresos-Andissa (Δήμος Ερεσού-Αντίσσης Dímos Eresóu-Andíssis) mit Eresos als Verwaltungssitz. Im Rahmen der Gebietsreform 2010 entstand aus den Gemeinden der Insel die neu geschaffene Gemeinde Lesbos. Eresos führt seither den Status eines Stadtbezirks (Δημοτική Κοινότητα Dimotikí Kinótita) im Gemeindebezirk Eresos-Andissa. Der Stadtbezirk Eresos besteht neben dem Hauptort aus vier weiteren Dörfern und Weilern mit 1611 Einwohnern. Seit der Korrektur der Verwaltungsreform 2019 zählt Eresos zur Gemeinde Dytiki Lesvos.
Einwohnerentwicklung von Eresos
| Name           | griechischer Name      | 1840 | 1874 | 1920 | 1928 | 1940 | 1951 | 1961 | 1971 | 1981 | 1991 | 2001 | 2011 |
| -------------- | ---------------------- | ---- | ---- | ---- | ---- | ---- | ---- | ---- | ---- | ---- | ---- | ---- | ---- |
| Eresos         | Ερεσός                 | 0377 | 0545 | 2485 | 2892 | 3131 | 2793 | 2675 | 1772 | 1392 | 1247 | 1097 | 1086 |
| Skala Eresou   | Σκάλα Ερεσού (f. sg.)  |      |      | 0094 | 0213 | 0169 | 0142 | 0112 | 0034 | 0102 | 0306 | 0354 | 0349 |
| Moni Pithariou | Mονή Πιθαρίου (f. sg.) |      |      | 0007 |      | 0004 |      |      |      |      |      |      |      |
| Chliara        | Χλιαρά (n. pl.)        |      |      |      |      |      |      |      |      |      |      | 0067 | 0059 |
| Christos       | Χριστός (m. sg.)       |      |      |      |      |      |      |      |      |      |      | 0017 | 0047 |
| Psinia         | Ψίνια (n. pl.)         |      |      |      |      |      |      |      |      |      |      | 0046 | 0070 |
| Gesamt         | Gesamt                 |      |      | 2586 | 3105 | 3304 | 2935 | 2787 | 1806 | 1494 | 1553 | 1581 | 1611 |

## Wirtschaft
Neben der Landwirtschaft im Tal ist in der weiteren Umgebung die Weidewirtschaft verbreitet. Während in Eresos kaum touristische Infrastruktur vorhanden ist, hat sich der Küstenort Skala Eresou, Geburtsort der antiken Dichterin Sappho, zum Touristenzentrum im Westen von Lesbos entwickelt.

### Tourismus

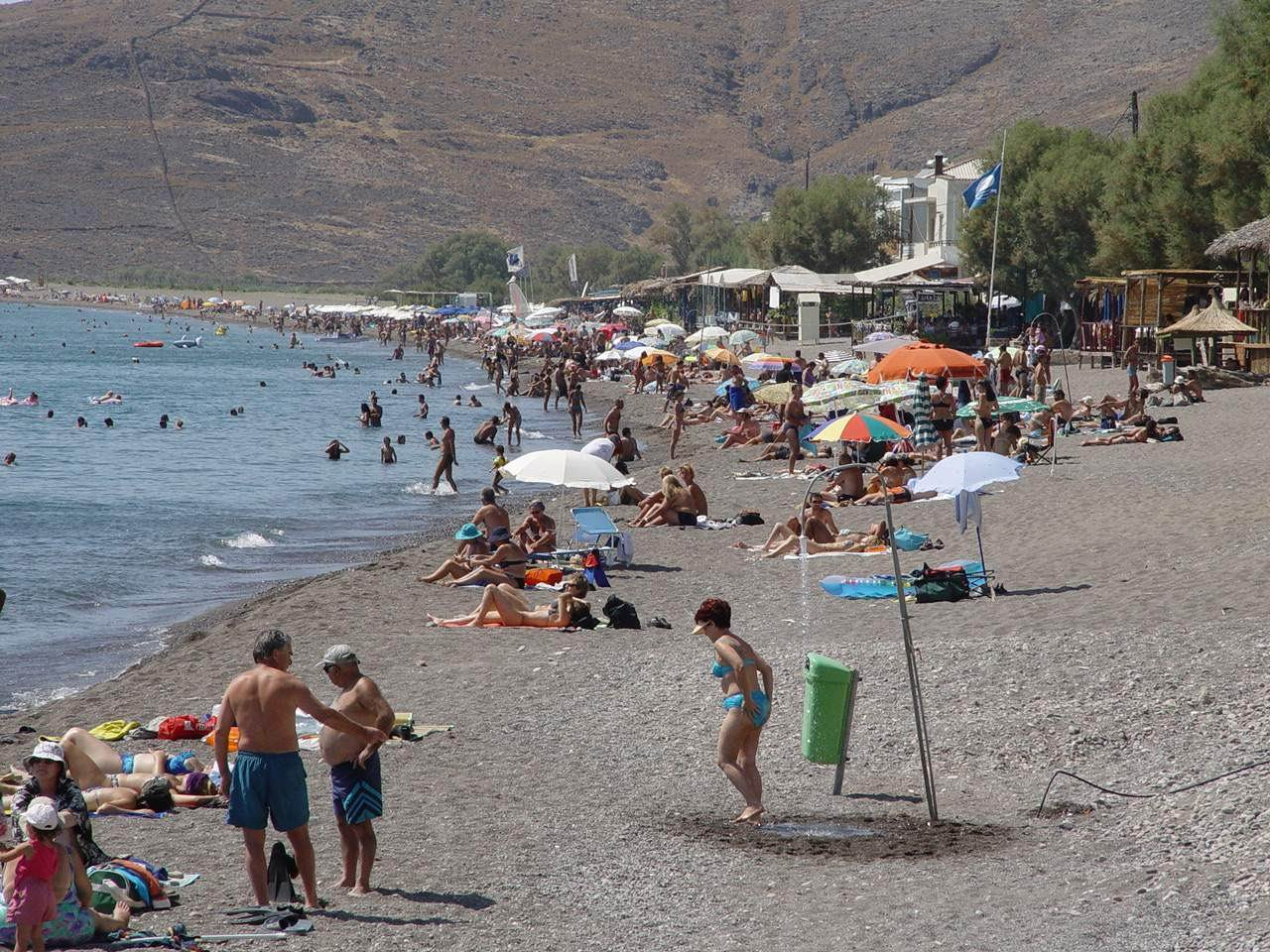
Badestrand von Skala Eresou

Von 1900 an verbrachte Renée Vivien mit ihrer Partnerin Natalie Barney acht Sommer auf Lesbos. Ihrem Beispiel folgten Frauen aus Europa und Amerika, um hier auf der Suche nach Liebe und Freiheit leben zu können. Durch die aufkeimende lesbisch-feministische Bewegung Westeuropas und Nordamerikas verstärkte sich dieses Phänomen ab Ende der 1970er Jahre. Seither stellt Skala Eresou einen internationalen Treffpunkt von Lesben dar. Zunächst betrachteten die Einwohner die lesbische Lebensweise als befremdlich und abwertend, aufgrund der Tourismuskrise erfolgte ein Einstellungswandel. Mit der Übernahme von Touristikbetrieben durch lesbische Frauen seit dem Ende der 1990er Jahre ist gleichzeitig das Eindringen in die örtliche Wirtschaftsstruktur verbunden. Jährlich im September findet für zwei Wochen das Sappho's Pride – International Women's Festival statt.
Mehrere europäische Reiseanbieter haben den Ort im Programm. Der etwa 2,5 km lange Sandstrand wird regelmäßig mit der Blauen Flagge ausgezeichnet.

## Persönlichkeiten
Eresos ist Geburtsort von
- Sappho (* zwischen 630 und 612 v. Chr. – um 570 v. Chr.), Dichterin
- Theophrastos von Eresos (* um 371 – vermutlich 287 v. Chr.), Philosoph und Naturforscher
- Phainias von Eresos (etwa 375–300 v. Chr.), Philosoph